# نيكول
دينيس سوزا لافال ليليان (بالإسبانية: Nicole)‏ Denisse Lilian Laval Soza (مواليد 19 يناير 1977)، هي الممثلة الاميركية والنموذج الشيلي.